# Pandanus microcarpus
Pandanus microcarpus là một loài thực vật thuộc họ Pandanaceae. Đây là loài đặc hữu của Mauritius. Môi trường sống tự nhiên của chúng là sông ngòi và đầm lầy.